# Женатый
«Женатый» — комедия древнегреческого драматурга Менандра (конец IV — начало III века до н. э.), от которой сохранился только один короткий фрагмент, приведённый другим античным автором. Это реплика неизвестного персонажа: «Да, много здесь у Случая превратностей» (фрг. 260 (348)). О времени написания и сюжете пьесы ничего не известно.